# 小熊維尼尋找羅賓
《小熊維尼尋找羅賓》（英語：Pooh's Grand Adventure: The Search for Christopher Robin），是一部由華特迪士尼影片製作、由Karl Geurs擔任導演的電影動畫。

## 劇情
故事開始於一個夏天，克里斯多福羅賓沒有跟維尼說一個消息，並且留下了一個通知“你比你想像中要勇敢，比你的外表還要聰明 ”。

## 角色
| 配音                                  | 配音   | 角色                                |
| 配音                                  | 台版   | 角色                                |
| ------------------------------------- | ------ | ----------------------------------- |
| 吉姆·康明斯                           | 楊少文 | 小熊維尼（Winnie the Pooh）         |
| 約翰·費德勒 史蒂夫·斯坎特茲博奇（唱） | 劉傑   | 小豬（Piglet）                      |
| 彼得·庫倫                             | 周寧   | 屹耳（Eeyore）                      |
| 保羅·文切爾                           | 胡大衛 | 跳跳虎（Tigger）                    |
| 肯尼·山桑姆                           | 姜先誠 | 瑞比（Rabbit）                      |
| 布萊德利·布朗 法蘭奇·J·卡拉索（唱）   |        | 克里斯多福羅賓（Christopher Robin） |
| 安德瑞·石托卡                         | 雷威遠 | 貓頭鷹（Owl）                       |
| 大衛·華納                             | 胡立成 | 旁白（The Narrator）                |

## 外部連結
维基语录上有关小熊維尼尋找羅賓的语录
- 官方网站
- 互联网电影数据库（IMDb）上《小熊維尼尋找羅賓》的资料（英文）
- 豆瓣电影上《小熊維尼尋找羅賓》的資料 （简体中文）
- 大卡通資料庫上《小熊維尼尋找羅賓》的資料（英文）

- Pooh's Grand Adventure DVD Review and Pictures at UltimateDisney.com （页面存档备份，存于）